# Canavese (vino)
Canavese è una DOC riservata ad alcune tipologie di vini la cui produzione è consentita nelle province di Torino, Biella e Vercelli.

## Zona di produzione
La zona di produzione comprende l'intero territorio dei seguenti comuni:
- in provincia di Torino: Agliè, Albiano d'Ivrea, Alice Superiore, Andrate, Azeglio, Bairo, Baldissero Canavese, Balangero, Banchette, Barbania, Barone, Bollengo, Borgiallo, Borgofranco d'Ivrea, Borgomasino, Burolo, Busano, Cafasse, Caluso, Candia Canavese, Caravino, Carema, Cascinette d'Ivrea, Castellamonte, Castelnuovo Nigra, Chiaverano, Chiesanuova, Ciconio, Cintano, Colleretto Castelnuovo, Colleretto Giacosa, Corio, Coassolo Torinese, Cossano Canavese, Cuceglio, Cuorgnè, Favria, Feletto, Fiorano Canavese, Forno Canavese, Front, Germagnano, Ivrea, Lanzo Torinese, Lessolo, Levone, Loranzè, Lugnacco, Lusigliè, Maglione, Mazzè, Mercenasco, Montalenghe, Montalto Dora, Nomaglio, Oglianico, Orio Canavese, Ozegna, Palazzo Canavese, Parella, Pavone Canavese, Pecco, Perosa Canavese, Pertusio, Piverone, Pont Canavese, Prascorsano, Pratiglione, Quagliuzzo, Quassolo, Quincinetto, Rivara, Rivarolo Canavese, Romano Canavese, Salassa, Salerano Canavese, Samone, San Carlo Canavese, San Colombano Belmonte, San Giorgio Canavese, San Giusto Canavese, San Martino Canavese, San Ponso, Scarmagno, Settimo Rottaro, Settimo Vittone, Strambinello, Strambino, Tavagnasco, Torre Canavese, Valperga, Vauda Canavese, Vestignè, Vialfrè, Vidracco, Villareggia, Vische, Vistrorio;
- in provincia di Biella: Cavaglià, Dorzano, Roppolo, Salussola, Viverone, Zimone;
- in provincia di Vercelli: Alice Castello, Moncrivello[1].

## Storia
Il disciplinare della DOC Canavese venne adottato nel 1996.

## Disciplinare
il Canavese è stato istituito con DPR 12.09.1996 pubblicato sulla Gazzetta Ufficiale n. 227 del 27.09.1996
 Successivamente è stato modificato con 
- DM 18.11.1996 GU 282 - 02.12.1996
- DM 17.02.1997 GU 61 - 14.03.1997
- DM 21.01.2010 GU 24 - 30.01.2010
- DM 15.06.2011 GU 157 - 08.07.2011
- DM 04.11.2011 GU 272 - 22.11.2011
- DM 30.11.2011 G.U. 295 – 20.12.2011 Pubblicato sul sito ufficiale del Mipaaf
- D.M. 12.07.2013 Pubblicato sul sito ufficiale del Mipaaf (concernente correzione dei disciplinari
- D.M. 21.11.2013 Pubblicato sul sito ufficiale del Mipaaf
- La versione in vigore è stata approvata con D.M. 07.03.2014 Pubblicato sul sito ufficiale del Mipaaf[3]

## Tipologie

### Canavese rosso

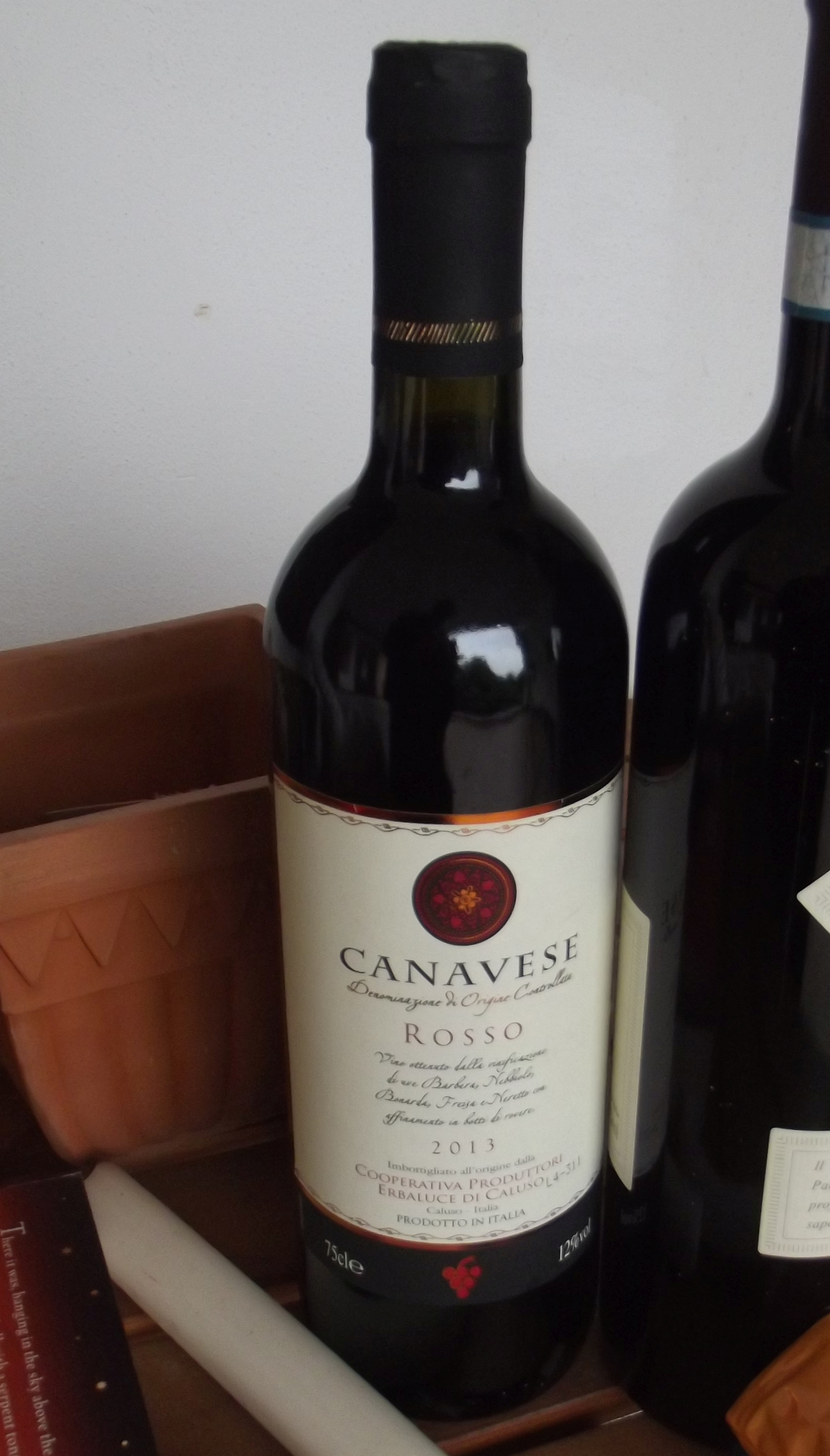
Canavese rosso annata 2013

È consentita la menzione novello, purché con gradazione alcolica di almeno 11,00% vol.
| uvaggio                        | Barbera, Bonarda, Uva Rara detta anche Bonarda di Cavaglià, Freisa, Nebbiolo e Neretto di Bairo, da soli o congiunti per almeno il 60% |
| titolo alcolometrico minimo    | 10,50% vol. |
| acidità totale minima          | 5 g/l. |
| estratto secco minimo          | 19,0 g/l |
| resa massima di uva per ettaro | 110 q. |
| resa massima di uva in vino    | 70 % |

#### Abbinamenti consigliati
Si abbina bene con la pasta all'uovo, primi piatti, con la selvaggina, gli insaccati e i formaggi stagionati.

### Canavese bianco
È prevista la tipologia spumante, purché con gradazione alcolica minima di 11,00% vol.
| uvaggio                        | Erbaluce 100 %; a causa di un'interpretazione restrittiva del disciplinare i produttori ritengono di non essere autorizzati a dichiararlo in etichetta. |
| titolo alcolometrico minimo    | 10,00% vol. |
| acidità totale minima          | 5 g/l. |
| estratto secco minimo          | 17,0 g/l |
| resa massima di uva per ettaro | 120 q. |
| resa massima di uva in vino    | 70 % |

#### Abbinamenti consigliati
Antipasti leggeri, risotti, trota alla griglia, zuppe di pesce e formaggi delicati. Lo spumante è ottimo aperitivo.

### Canavese Rosato
È prevista la tipologia spumante, purché con gradazione alcolica minima di 11,00% vol.
| uvaggio                        | Barbera, Bonarda, Uva Rara detta anche Bonarda di Cavaglià, Freisa, Nebbiolo e Neretto di Bairo, da soli o congiunti per almeno il 60% |
| titolo alcolometrico minimo    | 10,50% vol. |
| acidità totale minima          | 5 g/l. |
| estratto secco minimo          | 17,0 g/l |
| resa massima di uva per ettaro | 110 q. |
| resa massima di uva in vino    | 70 % |

#### Abbinamenti consigliati
Minestre in brodo e formaggi locali di breve stagionatura

### Canavese Barbera
| uvaggio                        | Barbera per almeno l'85% |
| titolo alcolometrico minimo    | 10,50% vol.              |
| acidità totale minima          | 5,00 g/l.                |
| estratto secco minimo          | 20,00 g/l                |
| resa massima di uva per ettaro | 110 q.                   |
| resa massima di uva in vino    | 70 %                     |

#### Abbinamenti consigliati
Primi con sughi di carne, formaggi stagionati, affettati.

### Canavese Nebbiolo
| uvaggio                        | Nebbiolo per almeno l'85% |
| titolo alcolometrico minimo    | 11,00% vol.               |
| acidità totale minima          | 5,00 g/l.                 |
| estratto secco minimo          | 20,00g/l                  |
| resa massima di uva per ettaro | 100 q.                    |
| resa massima di uva in vino    | 70 %                      |

#### Abbinamenti consigliati
Antipasti di carne, primi con sughi di carne, secondi di carne.